# Monastero di Studenica
Il monastero di Studenica (in serbo: Манастир Студеница), si trova 39 chilometri a sud-ovest di Kraljevo, nella Serbia centrale. È uno dei più grandi e importanti monasteri della Chiesa ortodossa serba.
Venne fondato nel 1190 dal fondatore del primo stato serbo, Stefano Nemanja, il quale, dopo aver abdicato in favore del figlio, vi dedicò gli ultimi anni di vita. Le sue mura fortificate racchiudono quattro chiese: la chiesa principale dedicata alla Vergine, la chiesa del Re (entrambe costruite in marmo bianco e riccamente affrescate), nonché la chiesetta di san Nicola e i resti di una cappella. Il monastero è noto per i suoi splendidi affreschi in stile bizantino del XIII e XIV secolo.
Nel 1986 il monastero di Studenica venne incluso nell'elenco dei patrimoni dell'umanità dell'UNESCO. Il monastero è inserito nell'itinerario Culturale del Consiglio d'Europa «Transromanica».